# Ibros
Ibros es una localidad y municipio español de la provincia de Jaén, en la comunidad autónoma de Andalucía. Forma parte de la comarca de La Loma. Limita con Baeza, con la que esta estrechamente relacionada, y con los municipios de Lupión, Rus, Canena y Linares.
Cuenta con una población de 2764 habitantes (INE 2024).

## Toponimia
El nombre actual deriva de la antigua Ibes o Ibris oretana, que a su vez recibió el nombre de un rey íbero que habitó en ella.

## Geografía
Integrado en la comarca de La Loma, se sitúa a 50 kilómetros de la capital provincial. El término municipal está atravesado por la autovía A-32 y por la carretera nacional N-322, entre los pK 126 y 132, además de por carreteras locales que permiten la comunicación con Canena, Baeza, Lupión y Linares.
El relieve del municipio está definido por una campiña olivarera que desciende hacia el río Guadalimar, que hace de límite natural con Linares y Vilches. Por el norte integra parte del del embalse del Giribaile, que represa las aguas del río Guadalimar. La altitud oscila entre los 713 metros al sureste (cerro Mesías) y los 260 metros a orillas del río Guadalimar. El pueblo se alza a 632 metros sobre el nivel del mar. 
| Noroeste: Linares | Norte: Vilches y Canena | Nordeste: Rus     |
| Oeste: Linares    |                         | Este: Rus y Baeza |
| Suroeste: Lupión  | Sur: Lupión             | Sureste: Baeza    |

## Historia
Según algunos autores esta es la antigua "Ibes" o "Ibris" de los oretanos, en la que existió un fabuloso rey Ibero que dio nombre al municipio. A esta etapa ibérica se atribuye la famosa muralla ciclópea que se localiza en su casco urbano.
Los numerosos vestigios arqueológicos hallados en su término municipal muestran una intensa ocupación humana durante época romana. Se trata de villas rústicas entre las que destacan la del Cortijo del Álamo, la del paraje del Horcajo y la del Corral del Manchego, donde también se encontró una pequeña necrópolis.
De la etapa islámica se encontraron dos inscripciones en la localidad: la primera una lápida funeraria fechada en 1025, que estaba embutida en la muralla ciclópea y fue trasladada al Museo Arqueológico Nacional; y una segunda, fechada en el siglo XII, que se encuentra en el Museo Provincial de Jaén.
Los cristianos la tomaron en el año 1157, pero cayó nuevamente en poder de los árabes, hasta que fue definitivamente conquistada por Fernando III el Santo. Por un privilegio de Felipe IV del siglo XVII en el que se señala que solo quedaban "la muralla y su cerca y dos torres descubiertas", parece ser que las defensas de la población estaban constituidas por un pequeño castillo y una cerca en la que se reutilizó la muralla ciclópea.
Tras la conquista por los castellanos estuvo dividido en dos jurisdicciones: "Ibros del Rey", por ser realengo, e "Ibros del Señorío", por pertenecer al Duque de Santiesteban. Esta diferencia jurisdiccional también lo fue socioeconómica, marcada por los altos impuestos que debían pagar al señor. Si en el año 1561 el de realengo contaba con 297 vecinos, el de señorío apenas si contaba con 31 vecinos. Esta división ha marcado la morfología de su casco urbano, con dos zonas yuxtapuestas: Ibros del Rey, en torno al templo parroquial y al ayuntamiento, con nobles viviendas de sillares y calles empedradas, e Ibros del Señorío, barrio pintoresco y popular, que muestra su origen en familias con un nivel económico más bajo.

## Geografía humana

### Demografía
Cuenta con una población de 2764 habitantes (INE 2024).
| Gráfica de evolución demográfica de Ibros entre 1842 y 2021                                                           |
| |
| Población de derecho según los censos de población del INE. Población de hecho según los censos de población del INE. |

## Economía
Su término municipal desciende, en una sucesión de campiña olivarera, hasta el río Guadalimar. Ibros cuenta con un extenso territorio dedicado a las huertas. Éstas constituyen un entorno único dentro de la provincia por su contribución a la diversidad biológica y a la ecología alimenticia. 
El olivar, de muy buena calidad, ocupa la totalidad del territorio, habiéndose desarrollado una importante industria oleícola local. Otras actividades relevantes son la fabricación artesanal de la madera, la industria del cuero y la de transformados metálicos, así como la industria textil. La vida local de Ibros está muy condicionada por su cercanía a las grandes ciudades de Linares, Úbeda y Baeza, donde la juventud encuentra trabajo en los sectores de la construcción, de los servicios y de la industria.

## Organización político-administrativa

### Elecciones municipales
| Elecciones municipales desde 1979                                              |      |      |      |      |      |      |      |      |      |      |      |      |
|                                                                                | 1979 | 1983 | 1987 | 1991 | 1995 | 1999 | 2003 | 2007 | 2011 | 2015 | 2019 | 2023 |
| PSOE                                                                           | 5    | 8    | 6    | 6    | 5    | 5    | 6    | 6    | 7    | 8    | 7    | 7    |
| PCE/IU*                                                                        | 0    | 1    | 3    | 3    | 4    | 4    | 3    | 3    | 2    | 1    | 2    | 2    |
| AP/PP                                                                          | -    | 2    | 2    | 2    | 2    | 2    | 2    | 2    | 2    | 2    | 2    | 2    |
| VOX                                                                            | -    | -    | -    | -    | -    | -    | -    | -    | -    | -    | -    | 0    |
| UCD                                                                            | 5    | -    | -    | -    | -    | -    | -    | -    | -    | -    | -    | -    |
| A. D. E.                                                                       | 1    | -    | -    | -    | -    | -    | -    | -    | -    | -    | -    | -    |
| En negrilla el partido más votado *Incluye a ADELANTE e Ibros: unidad y futuro |      |      |      |      |      |      |      |      |      |      |      |      |
| Fuente: Datoselecciones.com                                                    |      |      |      |      |      |      |      |      |      |      |      |      |

### Alcaldía
| Periodo   | Nombre                                                                         | Partido |
| --------- | ------------------------------------------------------------------------------ | ------- |

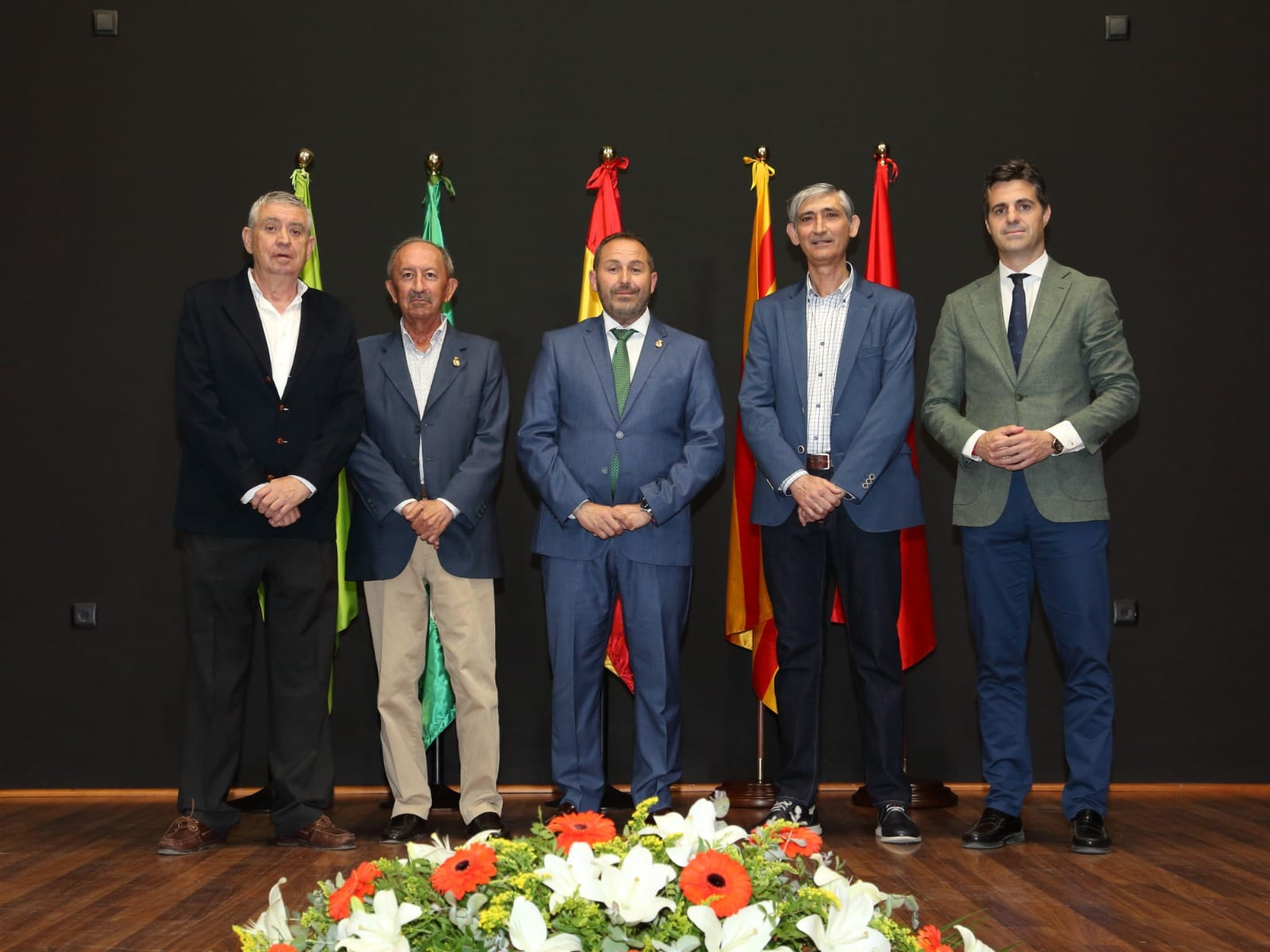
Ledesma, Carrasco, Reyes, Pardo y Carmona el 2 de mayo de 2023.

| 1979-1983 | Francisco Carrasco Ruiz 1981: Antonio Moreno Moreno 1981: Juan Ledesma Puertas | PSOE    |
| 1983-1987 | Juan Ledesma Puertas                                                           | PSOE    |
| 1987-1991 | Juan Ledesma Puertas 1988: Antonio Pardo Carmona                               | PSOE    |
| 1991-1995 | Antonio Pardo Carmona                                                          | PSOE    |
| 1995-1999 | Antonio Pardo Carmona                                                          | PSOE    |
| 1999-2003 | Antonio Pardo Carmona                                                          | PSOE    |
| 2003-2007 | Antonio Pardo Carmona                                                          | PSOE    |
| 2007-2011 | Antonio Pardo Carmona 2010: Luis Miguel Carmona Ruiz                           | PSOE    |
| 2011-2015 | Luis Miguel Carmona Ruiz                                                       | PSOE    |
| 2015-2019 | Luis Miguel Carmona Ruiz                                                       | PSOE    |
| 2019-2023 | Luis Miguel Carmona Ruiz 2019: Juan Matías Reyes Mendoza                       | PSOE    |
| 2023-act. | Juan Matías Reyes Mendoza                                                      | PSOE    |

### Evolución de la deuda viva municipal
El concepto de deuda viva contempla sólo las deudas con cajas y bancos relativas a créditos financieros, valores de renta fija y préstamos o créditos transferidos a terceros, excluyéndose, por tanto, la deuda comercial.
| Gráfica de evolución de la deuda viva del Ayuntamiento de Ibros entre 2008 y 2022                                  |
| |
| Deuda viva del Ayuntamiento de Ibros, en miles de euros, según datos del Ministerio de Hacienda y Función Pública. |

## Cultura

### Patrimonio
Entre el patrimonio arquitectónico destacan la muralla ciclópea, construida entre los siglos I antes de Cristo y el primer siglo de nuestra era y declarada en 1931 Monumento Histórico-artístico, y la Iglesia parroquial de San Pedro y San Pablo, de estilo manierista.

### Festividades
- Festividad de San Antón, 17 de enero:

Se levantan luminarias por los barrios y plazas del municipio en torno a las que los ibreños cantan, bailan, comen y pasan una animada velada.
- Santobastián, 20 de enero:

Los vecinos, en pandillas agrupadas por edad, se trasladan al campo para almorzar, condumio en el que no faltan las rosquillas de pan; por la noche, la cita es en el pueblo en torno a las luminarias levantadas en calles y plazas siendo típica la elaboración de sabrosas gachas.
- Feria y Fiestas en honor a la Virgen de los Remedios, 2 al 5 mayo:

Cuenta la voz popular que la imagen de la Virgen de los Remedios la encontraron tres ibreños oculta en una campana en una finca baezana desde entonces llamada Huerta de la Virgen. En tres ocasiones, se intentó instalarla en Baeza; pero, la advocación mariana, regresaba a Ibros, localidad en la que permanece y que la nombró su Patrona. En su honor, se celebran fiestas durante la primera semana del mes de mayo en las que no faltan los actos religiosos que la honran ni actividades recreativas para divertimento de la concurrencia.
- San Isidro Labrador 15 de mayo
- Fiestas de San Pascual Bailón, 17 de mayo al 25 de mayo:

Las calles de la localidad se engalanan con altares de flores para rendir culto al santo franciscano y ante los cuales los ibreños cantan y bailan durante nueve días que se inician el 17 de mayo, día de la festividad del santo defensor de la fe en la eucaristía como el cuerpo de Cristo.
- Festividad de San Antonio, 13 de junio:

La festividad de san Antonio, coPatrón de la localidad junto a la Virgen de los Remedios, es el 13 de junio. Día en el que los ibreños, además de asistir a la procesión de la imagen del santo portugués, degustan la "paloma": bebida refrescante elaborada con agua, azúcar, aguardiente y limón.
- Fiesta del emigrante, 8 de agosto:

El primer domingo de agosto, se desarrolla esta fiesta, de origen muy reciente, pensada para el disfrute de los emigrantes que se encuentran pasando las vacaciones en su localidad natal.